# Haava (Vastseliina)
Haava – wieś w Estonii, w prowincji Võru, w gminie Vastseliina. 